# Mecometopus triangularis
Mecometopus triangularis är en skalbaggsart som först beskrevs av François Louis Nompar de Caumont de Laporte och Hippolyte Louis Gory 1841.  Mecometopus triangularis ingår i släktet Mecometopus och familjen långhorningar. Inga underarter finns listade i Catalogue of Life.